# Scopula rebeli
Scopula rebeli är en fjärilsart som beskrevs av Drenowski 1930. Scopula rebeli ingår i släktet Scopula och familjen mätare. Inga underarter finns listade.